# Vyšehradkerkhof

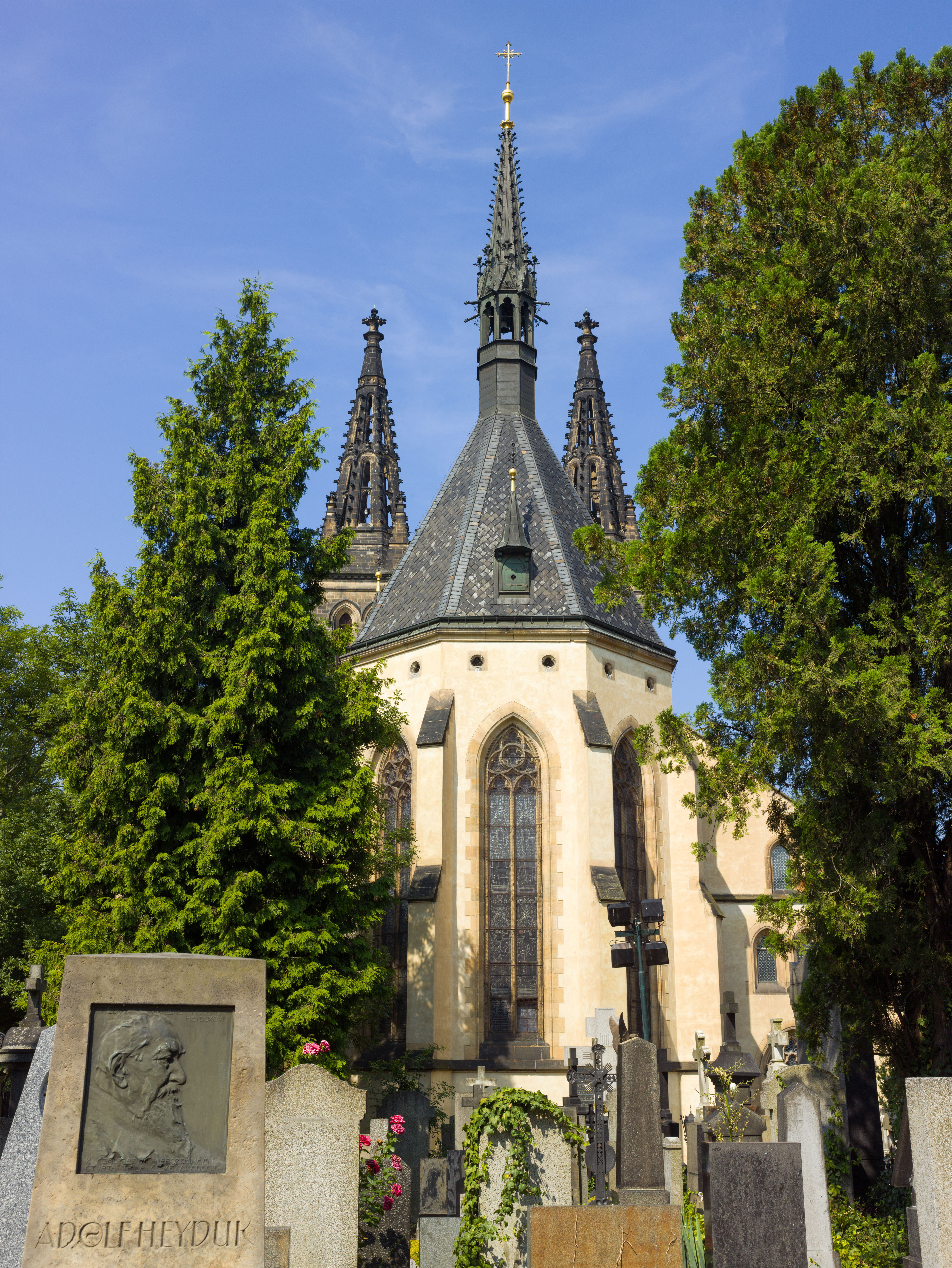
Sint-Petrus-en-Pauluskerk, Oostelijke zijde (achterkant), met een sectie van het kerkhof.

Vyšehradkerkhof (Tsjechisch: Vyšehradský hřbitov; IPA: [ˈvɪʃɛɦrat ˈɦr̝bɪtof]) is een begraafplaats bij de Sint-Petrus-en-Pauluskerk op het terrein van het Vyšehradkasteel te Praag, Tsjechië. Het kerkhof is beroemd geworden vanwege de vele Tsjechische beroemdheden die er liggen begraven. Componisten, kunstenaars, beeldhouwers, schrijvers, wetenschappers en politici.

## Geschiedenis
Het kerkhof is gesticht in 1869 door priester en schrijver Václav Svatopluk Štulc op een kerkhof dat er al was sinds 1660. Vyšehrad is de plek geweest waar de vroegere koningen en koninginnen van Tsjechië werden begraven. Tijdens de opleving van het culturele bewustzijn in de helft van de 19e eeuw wilde men van Vyšehrad de nationale begraafplaats gaan maken. Architect Antonín Wiehl (1846-1910) heeft de omringende arcade naar Italiaanse stijl vormgegeven met bijbehorende graftombes; hij ligt zelf begraven in één van deze tombes.

## Slavínpantheon
Aan de oostzijde van het kerkhof vindt men het Slavínpantheon, waarbij 'Slavín' verwijst naar de Slaven. Dit pantheon, eveneens vormgegeven door architect Antonín Wiehl, en gebouwd tussen 1889 en 1893 is de rustplaats van 55 mensen; tevens is het een nationaal monument. Het idee van het pantheon is om de hier de grote en voorname Tsjechen te begraven, zoals: Ema Destinnová, Rafael Kubelík, en Alphonse Mucha.

## Graven van beroemdheden
| Naam                    | Levensperiode | beroep                                                                             | Graf, Slavínpantheon, of cenotaaf |
| ----------------------- | ------------- | ---------------------------------------------------------------------------------- | --------------------------------- |
| Mikoláš Aleš            | (1852–1913),  | kunstschilder                                                                      | graf                              |
| Karel Ančerl            | (1908–1973),  | dirigent van het Tsjechisch Filharmonisch Orkest en het Toronto Symphony Orchestra | graf                              |
| Josef Bican             | (1913–2001),  | voetballer                                                                         | graf                              |
| Josef Čapek             | (1887–1945),  | kunstschilder en schrijver                                                         | cenotaaf                          |
| Karel Čapek             | (1890–1938),  | schrijver                                                                          | graf                              |
| Antonin Chittussi       | (1847–1891),  | kunstschilder                                                                      | graf                              |
| Ema Destinnová          | (1878–1930),  | operazangeres                                                                      | Slavínpantheon                    |
| Antonín Dvořák          | (1841–1904),  | componist                                                                          | graf                              |
| Ludmila Dvořáková       | (1923–2015),  | operazangeres                                                                      | graf                              |
| Petr Eben               | (1929–2007),  | componist en organist                                                              | graf                              |
| Zdeněk Fibich           | (1850–1900),  | componist                                                                          | graf                              |
| Vlastimil Fišar         | (1926–1991),  | componist                                                                          | graf                              |
| Eduard Haken            | (1910–1996),  | operazanger                                                                        | graf                              |
| Jaroslav Heyrovský      | (1890–1967),  | Nobelprijswinnaar en pionier in de polarografie                                    | graf                              |
| Milada Horáková         | (1901–1950),  | rechtsgeleerde en politica                                                         | cenotaaf                          |
| František Hrubín        | (1910–1971),  | schrijver en dichter                                                               | graf                              |
| Ivan Jandl              | (1937–1987),  | acteur                                                                             | graf                              |
| Bohumil Kafka           | 1878-1942     | Beeldhouwer                                                                        | Slavínpantheon                    |
| Rafael Kubelík          | (1914–1996),  | dirigent en componist                                                              | Slavínpantheon                    |
| Vilém Kurz              | (1872–1945),  | pianist en pianoleraar                                                             | graf                              |
| Karel Hynek Mácha       | (1810–1836),  | dichter                                                                            | graf                              |
| Hana Mašková            | (1949–1972),  | kunstschaatser                                                                     | graf                              |
| Waldemar Matuška        | (1932–2009),  | zanger en acteur                                                                   | graf                              |
| Alphonse Mucha          | (1860–1939),  | kunstenaar en industrieel vormgever                                                | Slavínpantheon                    |
| Josef Václav Myslbek    | (1848–1922),  | beeldhouwer                                                                        | Slavínpantheon                    |
| Jan Neruda              | (1834–1891),  | dichter en schrijver                                                               | graf                              |
| Božena Němcová          | (1820–1862),  | schrijfster van Babička ("De Grootmoeder")                                         | graf                              |
| Zdeněk Nejedlý          | (1878–1962),  | musicoloog, criticus, en politicus                                                 | graf                              |
| František Ondříček      | (1857–1922),  | violist en componist                                                               | graf                              |
| Otakar Ostrčil          | (1879–1935),  | componist en dirigent van het Nationaal Theater te Praag.                          | graf                              |
| Jan Evangelista Purkyně | (1787–1869),  | anatomist en fysioloog, bekend vanwege: het Purkinje-effect en Purkinjecellen      | graf                              |
| Jana Rybářová           | (1936–1957),  | actrice                                                                            | graf                              |
| Ladislav Šaloun         | (1870–1946),  | Art Nouveau beeldhouwer                                                            | Slavínpantheon                    |
| Olga Scheinpflugová     | (1902–1968),  | actrice en echtgenote van Karel Čapek                                              | graf                              |
| Václav Smetáček         | (1906–1998),  | componist en hoboïst                                                               | graf                              |
| Bedřich Smetana         | (1824–1884),  | componist                                                                          | graf                              |
| Pavel Štěpán            | (1925–1998),  | pianist en pianoleraar                                                             | graf                              |
| Ilona Štěpánová-Kurzová | (1899–1975),  | pianist en pianoleraar                                                             | graf                              |
| Josef Suk               | (1929–2011),  | vioolspeler en kleinzoon van componist Josef Suk                                   | graf                              |
| Max Švabinský           | (1873–1962),  | kunstschilder                                                                      | graf                              |
| Vladislav Vančura       | (1891–1942),  | avant-garde schrijver en filmmaker                                                 | graf                              |
| Helena Zmatlíková       | (1923–2005),  | illustrator                                                                        | graf                              |

## Foto galerij

Vyšehradkerkhof - Vyšehradský hřbitov
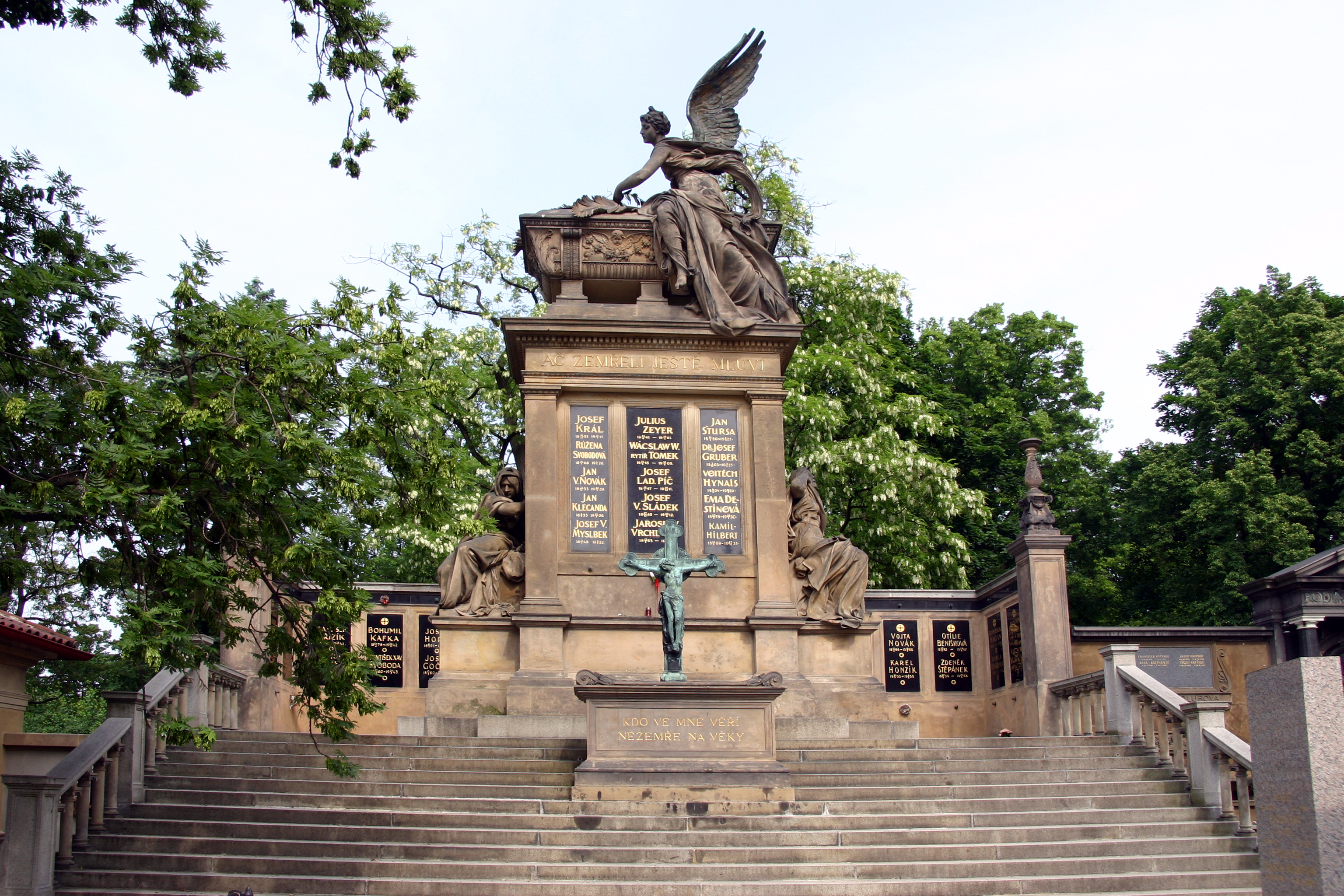
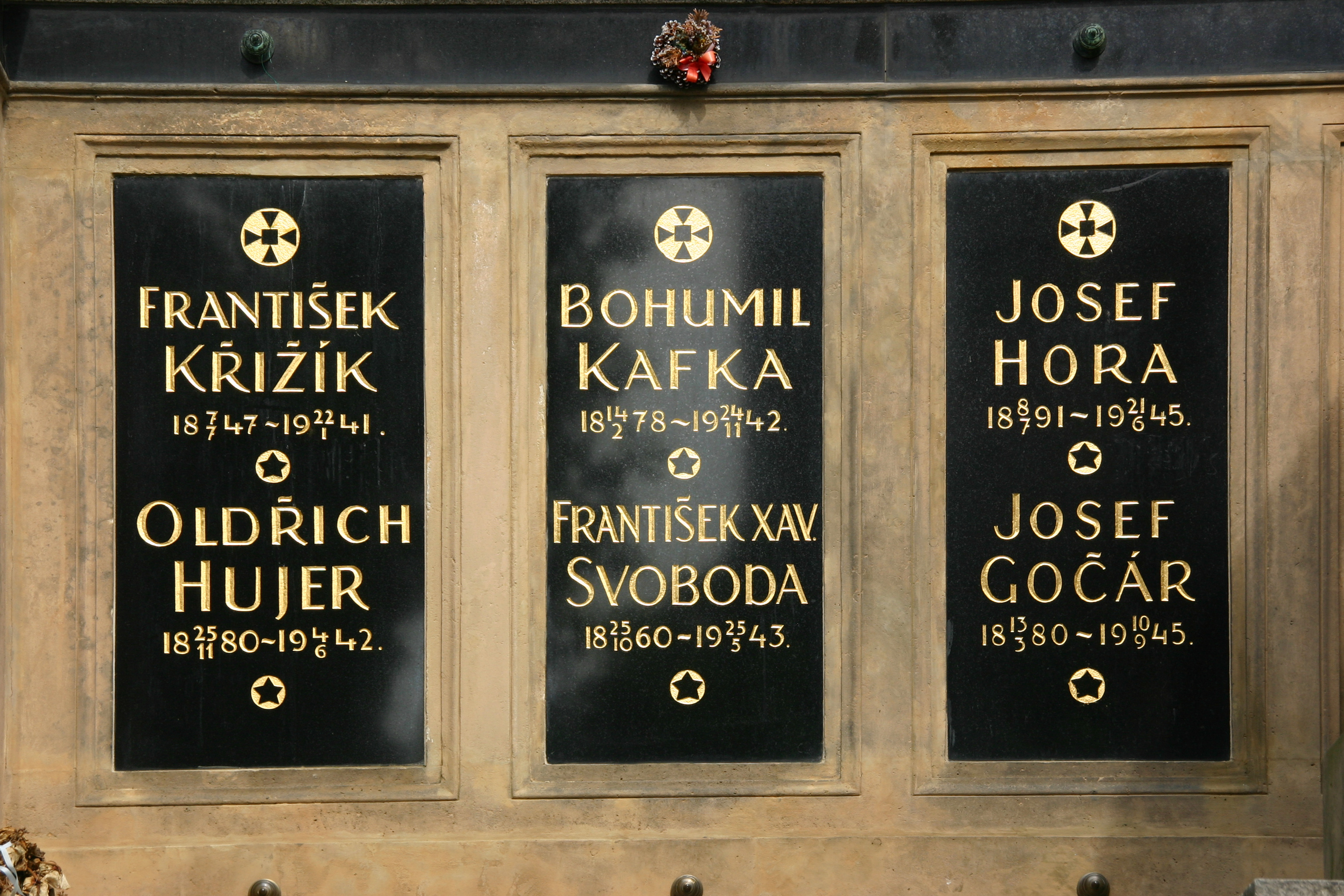
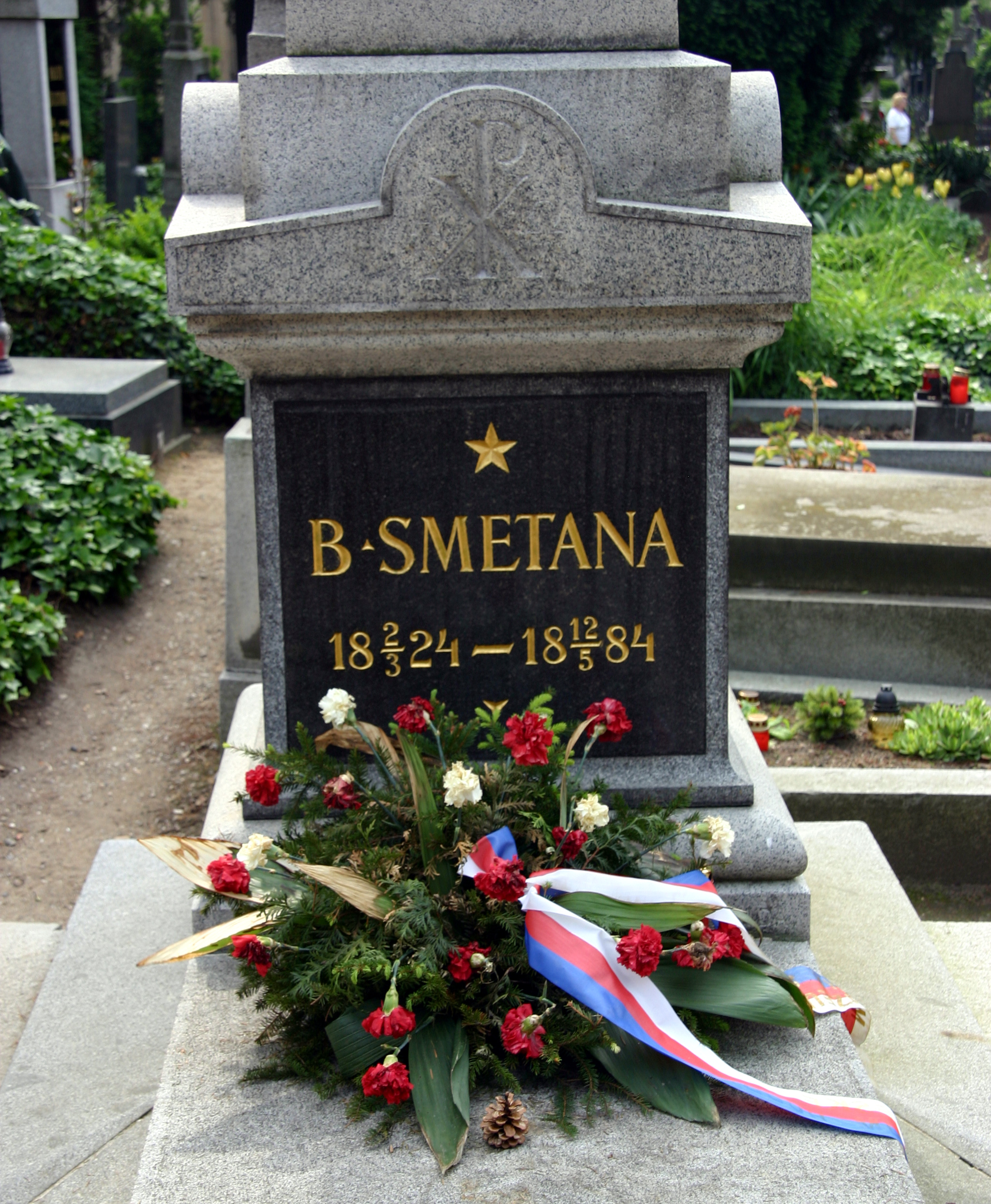
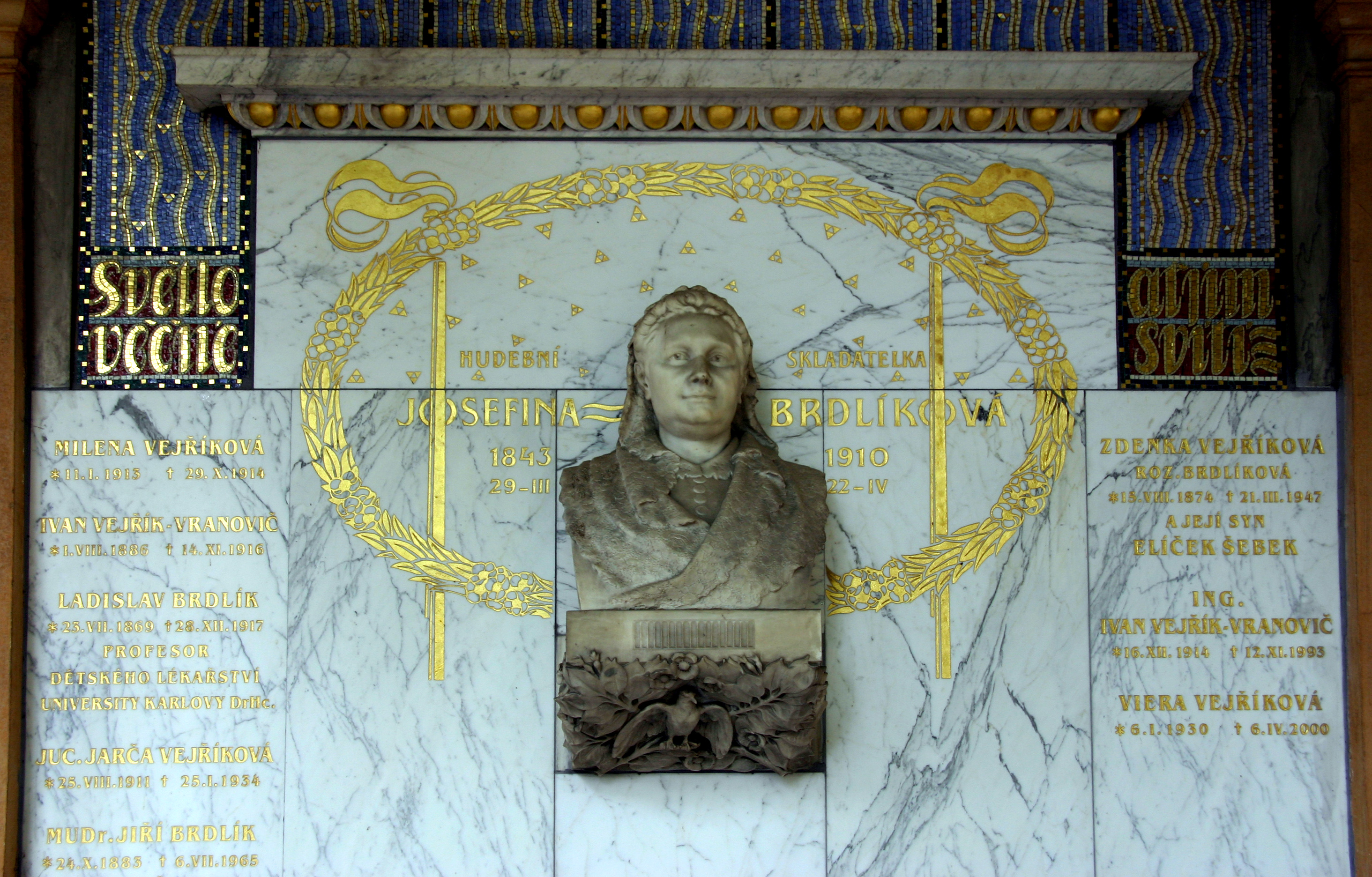
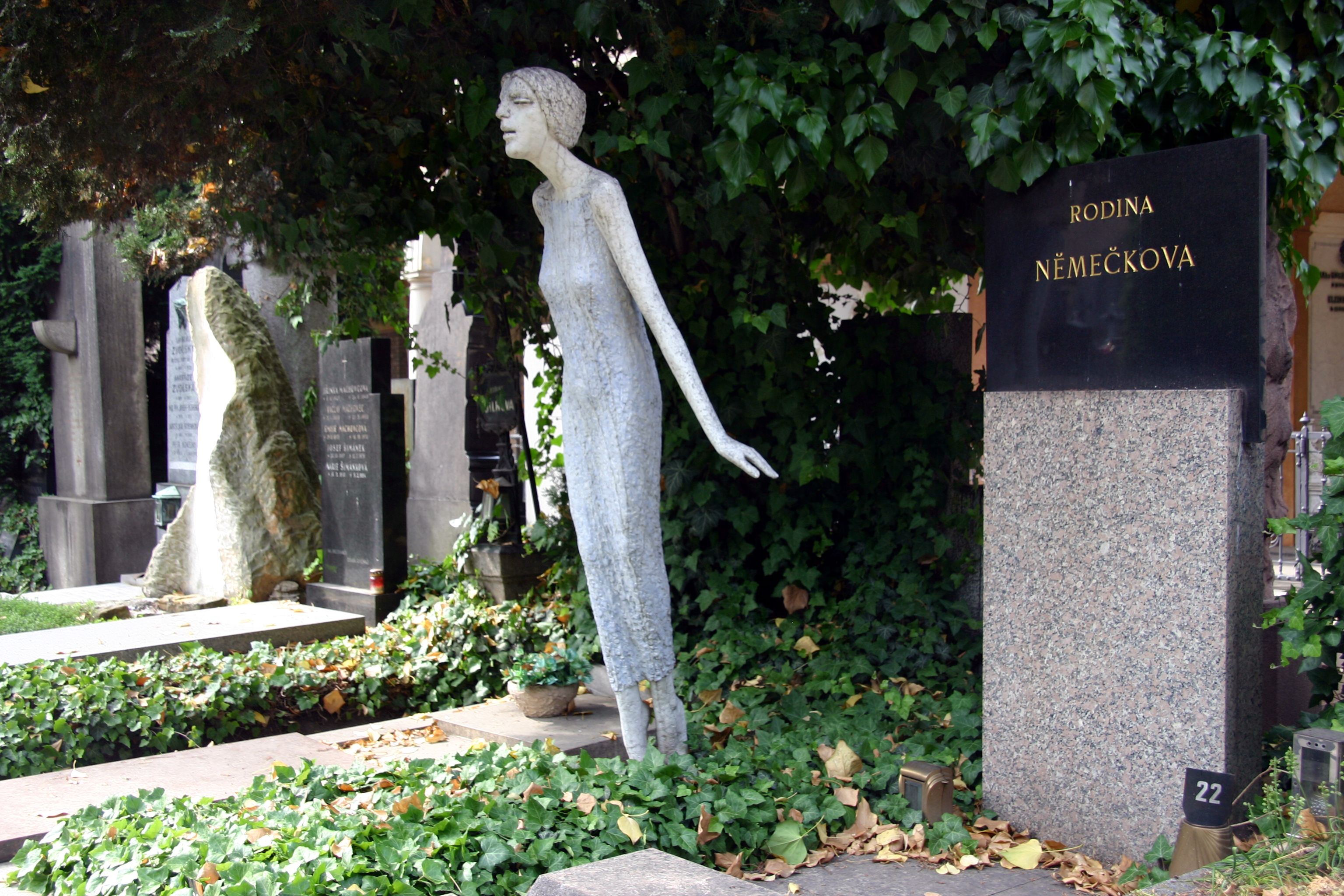
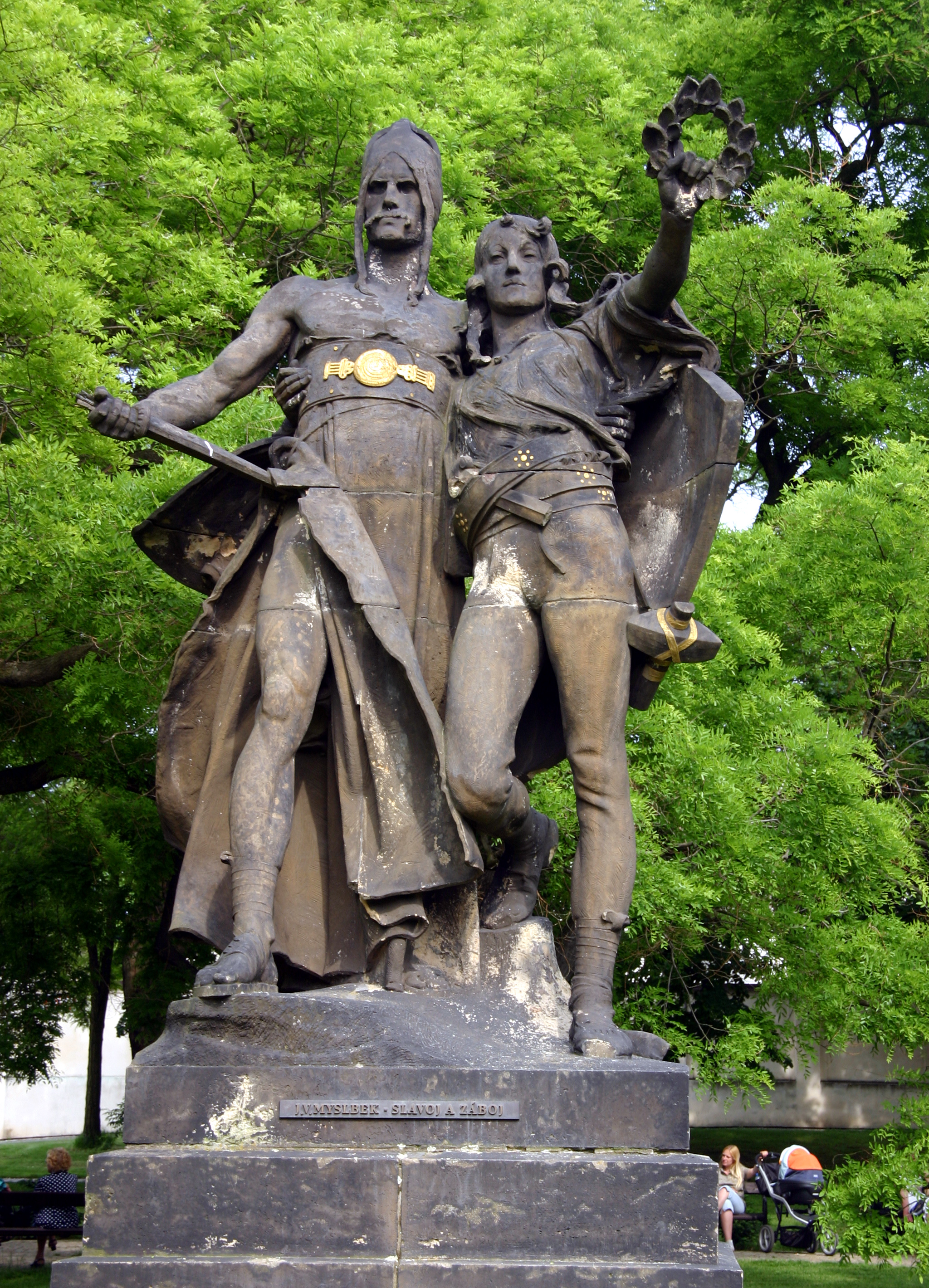